# 柬埔寨广肇会馆
柬埔寨广肇会馆，目前的柬埔寨广肇会馆是由柬埔寨廣東人后裔于柬埔寨战争后再次成立，属于柬埔寨廣東人的会馆，会馆成立于1993年1月1日。1995年8月25日柬埔寨广肇会馆属下广肇学校復课。

## 柬埔寨广肇会馆属下机构
- 教育：柬埔寨广肇学校

```
      柬埔寨国际幼儿园
```

- 文化：柬埔寨石仔山观音庙
- 坟场：柬埔寨广肇孝思墓园

## 柬埔寨五大会馆
柬埔寨潮州会馆
柬埔寨广肇会馆
柬埔寨客属会馆
柬埔寨福建会馆
柬埔寨海南同乡会